# Гражданска война
Вижте пояснителната страница за други значения на Гражданска война.
Гражданската война е война, в която враждуващите страни принадлежат на една и съща държава. Целта на едната страна може да бъде установяване на контрол над държавата или над определена област, постигането на независимост на отделна област или промяна на държавната политика. За разлика от други интензивни конфликти като въстанията или революциите гражданските войни са по-продължителни, организирани и широкомащабни, като често и двете страни използват редовна армия. Обикновено те са свързани с голям брой жертви и използването на значителни ресурси.
Макар че граждански войни съществуват още от Античността, те стават особено разпространени по време на Студената война. Докато за периода 1900 – 1944 година средната продължителност на гражданските войни е година и половина, от Втората световна война насам тя е около 4 години. По тази причина, въпреки че този тип военни конфликти започват със сходна честота от средата на 18 век насам, общият им брой в даден момент значително нараства. През първата половина на 20 век няма случай на повече от пет граждански войни едновременно, докато към края на Студената война броят на този вид конфликти е около 20. След края на Студената война той постепенно намалява, като към 2011 година се водят около 10 граждански войни.
От 1945 година насам гражданските войни отнемат живота на над 25 милиона души, а милиони са принудени да се изселят. Гражданските войни могат да се причинят и дълготраен икономически упадък. Така за държави, като Мианмар, Уганда и Ангола, се смята, че имат обещаващо бъдеще преди в тях да започнат граждански войни.

## Определения
Женевските конвенции не дават пряко определение на термина „гражданска война“. Те описват т.нар. „военни конфликти от немеждународен характер“, които включват и гражданските войни. Сред критериите за такъв тип конфликт са четири задължителни условия:
- Въстаналата страна да контролира част от територията на държавата
- Въстаническите лидери да упражняват де факто властта в конролираната от тях територия
- Въстаниците да бъдат признати в някаква степен за воюваща страна
- Законното правителство да е принудено да използва редовни военни сили срещу въстаниците, организирани във въоръжени сили

В академичната литература обикновено се използват по-широки определения. Джеймс Фиърън, специалист по гражданските войни в Станфордския университет, определя термина „гражданска война“ като „ожесточен конфликт в дадена страна между организирани групировки, които искат да контролират центъра или определена област или да променят държавната политика“. Ан Хиронака, преподавател по социология в Калифорнийския университет в Ървайн, добавя, че едната воюваща страна в гражданската война е държавата.
Съществуват различни критерии за интензивността на даден конфликт, за да бъде той определен като гражданска война. Някои политолози дефинират гражданската война като конфликт с поне 1000 жертви, а други поставят допълнителното условие всяка от страните да е дала поне 100 жертви. Базата данни Correlates of War използва като критерий наличието на поне 1000 жертви през всяка година от конфликта. За сравнение, тази граница е далеч под милионите жертви на някои конфликти като Втората суданска гражданска война и Камбоджанската гражданска война, но не включва известни сблъсъци, като Северноирландския конфликт или борбата на Африканския национален конгрес срещу апартейда в Южноафриканската република.
По критерия за 1000 жертви годишно броят на гражданските войни от 1816 до 1997 година е 213, 104 от които между 1944 и 1997 година. Ако се приложи по-ниския критерий от общо 1000 жертви, между 1945 и 2007 година има 90 граждански войни, от които 20 придължават през 2007 година.

## История

### 19 век и началото на 20 век
В Европа през 19 век дължината на този тип войни спада значително, основно заради по-центнтрализираното управление и бързата намеса на съседните държави в подкрепа на управляващите. В повечето случаи властта е съсредоточена в самите държави са център на властта и съответно гражданските войни се водят за контрол на държавата. Това означава, че всеки, който контролира столицата и армията обикновено може да смаже съпротивата на противната страна. Ако бунтът не успее бързо завземе столицата и контрола над армията, той е обречен на бързо унищожение. Например, сблъсъците, свързани с Парижката комуна през 1871 година, протичат почти изцяло в столицата Париж и приключват веднага, след като военните застават на страната на правителството.
Силата на недържавните лица довежда до намаляване на важността, придавана на суверенитета през 18 и 19 век, което допълнително намалява броя на гражданските войни. Например, териториите на пиратите от Берберския бряг са признати от централната власт за де факто държави, заради военната им мощ. По този начин, берберските пирати нямат нужда да се бунтуват срещу Османската империя, която е официалното правителство на държавата, за да получат признание на суверенитета си. От друга страна, щати като Вирджиния и Масачузетс в Съединените американски щати нямат суверенен статут, но се ползват със значителна политическа и икономическа самостоятелност, придружена от слаб федерален контрол, което намалява стимулите им за отделяне.
През този период основна причина за гражданските войни е противопоставянето на двете доминиращи идеологии – консерватизъм и либерализъм. Въпреки това, за разлика от Студената война, това не довежда до образуването на идеологически базирани двуполюсни международни отношения, до голяма степен поради преобладаващо консервативните режими в повечето европейски страни. В повечето случаи на вътрешни конфликти правителствата на съседни държави се намесват в полза на правителствата срещу по-радикални либерални движения. Великите сили от Виенския конгрес през 1815 година – Великобритания, Австрия, Прусия, Франция и Русия – често се намесват координирано в гражданските конфликти в по-малките страни и почти винаги в полза на действащото правителство. Тези намеси почти винаги се оказват решаващи и бързо прекратяват зараждащите се граждански войни.
По-продължителна гражданска война през 19 век е водещата се далеч от Европа Американска гражданска война (1861 – 1865). Противопоставянето в нея е на основата на регионална идентичност, а не на политическа идеология. За разлика от европейските конфликти от този период, тя не е насочена към овладяване на столицата и държавния апарат, а се превръща в типична война на изтощение.
Също нетипична е и по-късната Испанска гражданска война (1936 – 1939) година, в която и двете страни получават значителна външна подкрепа – Германия, Италия и Португалия подкрепят опозицията, начело с Франсиско Франко, а Франция и Съветският съюз – официалното правителство. По този начин тя става предвестник на многобройните опосредствани войни, характерни за времето на Студената война.
Средната продължителност на гражданските войни между 1900 и 1944 година все пак остава сравнително малка – около година и половина.

### След Втората световна война
От Втората световна война до 90-те години на 20 век броят на гражданските войни нараства около десеткратно, в сравнение със средните стойности за 19 век. Това се дължи не на по-честото започване на войните, което остава приблизително същото, а на почти трикратното нарастване на тяхната продължителност. Причините за това са намаляването на междунационалните войни, глобалното противопоставяне в рамките на Студената война и нарастването на броя на независимите държави в резултат на деколонизацията, като много от тях не успяват да изградят устойчиви държавни институции.
След Втората световна война европейските държави все по-бързо се освобождават от своите колонии – през този период броят на бившите колонии нараства от около 30 до почти 120. Образуването на нови държави се забавя през 80-те години, когато по света остават съвсем малък брой колонии. По-големият брой държави означава и повече възможности за възникване на граждански войни – със 165% повече, отколкото за времето преди 1945 година.
Макар новосъздадените постколониални държави да притежават всички атрибути на съвременните държави – централизирано управление, територия с дефинирани граници, граждани с дефинирани права – на практика те са далеч по-слаби от западните държави, по образец на които са образувани. Процесът на образуване на административните институции, националното самосъзнание и военните структури на западните държави е продължителен процес, в чиято основа е агресивното обкръжение и постоянните конфликти в Европа през 17 – 18 век. В същото време деколонизацията протича в рамките на броени години – с известен период на местно самоуправление, като в Индия или Шри Ланка, или дори с внезапно изтегляне от колонията, като в Белгийско Конго.
Деколонизацията оставя повечето новите държави без собствени традиции в самоуправлението и без ефективна местна администрация, което довежда до разцвет на корупцията и непотизма. Ситуацията се утежнява от факта, че те са икономически изостанали страни, лишени от устойчива финансова основа за държавното управление. В много случаи тези държави включват етнически и религиозно разнородни общности без общо национално самосъзнание.
Докато в миналото подобни крехки държави биха се превърнали в обект на агресия на по-силни държави или биха се разпаднали на по-малки части, които да могат да се управляват ефективно на местно ниво, промените в международните отношения след Втората световна война дават възможност те да продължат да съществуват. При новите условия слабите държави де юре имат суверенитет, равен на този на останалите държави, дори когато де факто нямат контрол над собствената си територия. Често международната общност предоставя финансова помощ на слабите държави, с което им помага да поддържат фасадата на функционираща съвременна държава. Установяването на системата на силно международно право с норми срещу териториалната агресия довежда до рязък спад на междудържавните войни, но, наред с широко разпространената международна съпротива срещу сепаратизма, увеличава броя и продължителността на гражданските войни.
След 1945 година са чести и чуждестранните намеси в гражданските войни, но за разлика от 19 век те по-често довеждат до удължаване на конфликтите. Често външна помощ получават и двете страни във войната, което дава възможност тя да продължи дълго след изчерпването на местните ресурси.
Студената война (1947 – 1991) осигурява глобална мрежа на материална и идеологическа подкрепа, която поддържа дълго гражданските войни, главно в бивши колониални и слаби държави. В някои случаи, суперсилите налагат идеологията на Студената война върху местни конфликти, докато в други случаи местни личности използват идеологически лозунги, за да привлекат вниманието и подкрепата на някоя свръхсила. Гражданските войни, които включват про- или антикомунистически сили продължават 141% по-дълго от средностатистическия конфликт извън Студената война, a гражданска война, част от Студената война и привлякла вниманието и намесата на суперсила, продължава обикновено над три пъти по-дълго от останалите граждански войни. Краят на Студената война довежда бързо до намаляване на продължителността на гражданските войни с 92%, а много от конфликтите от предходния период са прекратени – в Гватемала (1960 – 1996), Салвадор (1979 – 1991), Никарагуа (1970 – 1990) и Перу (1980 – 2000).

## Съвременни граждански войни
Към април 2011 година 4 вътрешни конфликта имат достатъчна интензивност (1000 жертви в рамките на последната година), за да бъдат определени като граждански войни.
Няколко други войни също притежават някои от характеристиките на гражданска война, но не могат да се класифицират по този начин. Най-значителна сред тях е Нарковойната в Мексико, която взема над 1500 жертви само през първите четири месеца на 2011 година, но противопоставящите се на правителството престъпни организации не контролират компактни територии. Подобно е и положението с Наксалитското въстание в Индия и с продължаващите междуособици в Ирак.

### Либийска гражданска война
Либийската гражданска война започва с поредица от мирни демонстрации срещу правителството, които започват на 15 февруари 2011 година, от протестното движение в региона, най-вече от протестите в Тунис и Египет. Основната им цел е свалянето на Муамар Кадафи, който управлява страната от 1969 година. След неуспеха на властите да прекратят демонстрациите, в рамките на седмица те се безредици възникват в цялата страна. Правителството реагира, като изпраща срещу демонстрантите военни части, налага цензура и блокира съобщенията в страната.
През следващите дни положението ескалира във въоръжен конфликт, като бунтовниците основават Национален преходен съвет със седалище в източния град Бенгази. Международният наказателен съд предупреждава Кадафи и членовете на правителството, че може би извършват престъпления срещу човечеството. На 26 февруари Съветът за сигурност на Организацията на обединените нации (ООН) приема Резолюция 1970, с която ограничава правата за пътуване на Кадафи и десет негови приближени и замразява техните активи, като призовава Международния наказателен съд да проведе разследване на техните действия.
В началото на март правителствените сили започват настъпление на изток и си връщат няколко крайбрежни града, след което атакуват Бенгази. На 17 март Съветът за сигурност приема Резолюция 1973, с която дава възможност на членовете на ООН да установят зона, забранена за полети, над част от територията на Либия. Това дава основание на няколко държави, сред които Франция, Великобритания, Съединените щати и България, да се намесят във войната, подпомагайки опозицията (вижте Военна интервенция в Либия 2011).

## Причини
Учените, изследващи причините за граждански войни, поддържат две противопоставящи се теории – за алчността и за недоволството. Най-общо разликата между двете теории е въпросът дали войните започват заради това, което хората са в етническо, религизозно или друго социално отношение, или защото определени личности или групи имат икономически интерес от това. Изследванията от последните години показват, че икономическите и структурните фактори са по-важни за започването на гражданска война от свързаните с идентичността.

### Модел на Колиър-Хьофлер
В началото на 21 век Световната банка провежда мащабно статистическо изследване на факторите за възникване на граждански войни, резултатът от което е известен като модел на Колиър-Хьофлер. Той е получен чрез регресионен анализ на множество социални и икономически фактори в 78 петгодишни периода на гражданска война между 1960 и 1999 година и 1167 петгодишни мирни периода за сравнение. Факторите, които имат статистически значим ефект върху вероятността за започване на гражданска война в даден петгодишен период са:
Наличие на финансиране
Високият дял на суровините в износа на дадена страна значително увеличава риска от конфликт. При държавите с „върхова опасност“, при ниво на износа на суровини от 32% от брутния вътрешен продукт, вероятността за започване на гражданска война в даден петгодишен период е 22%, докато при държава без износ на суровини тя е едва 1%. Авторите на изследването свързват това наблюдение с факта, че суровините са по-лесни за конролиране и износ от другите източници на доходи. Например, по-лесно е да се постави под контрол продукцията на златна мина или нефтено находище, отколкото на шивашката промишленост или туризма.
При по-подробен анализ се забелязва различие само между нефта и останалите суровини. Държава със сравнително малка зависимост от износа на нефт е с малко по-нисък риск, а такава със сравнително висока зависимост – с малко по-висок риск, отколкото при зависимост от различна от нефта суровина.
Друг важен източник на финансиране е националната диаспора, която може да поддържа въстанията от чужбина. Изследването показва, че между страните с най-малка и тези с най-голяма диаспора вероятността от гражданска война нараства шесткратно.
Ниски алтернативни разходи
По-високият дял на момчетата, получаващи средно образование, по-високият доход на глава от населението и икономическият растеж имат значителен ефект, намалявайки вероятността от гражданска война. По-конкретно дял на момчетата, получаващи средно образование, с 10% над средното намалява вероятността от конфликт с около 3%, а икономически растеж с 1% над средното води до намаляване на риска с около 1%. Тези три фактора се разглеждат като отражение на доходите преди бунта – така по-ниските предшестващи доходи окуражават започването на гражданска война. Младежите, които формират голямото мнозинство от участниците в гражданските войни, са по-малко склонни да се включат в бунтове, ако учат и/или получават прилична заплата и съответно могат да предвидят, че ще се развиват добре в бъдеще.
Ниският доход на глава от населението понякога се сочи като източник на недоволство, пораждащо бунтовете, но данните от изследването не показват съществено влияние на степента на икономическо неравенство върху риска от гражданска война. Авторите стигат до заключението, че по тази причина водещият фактор са алтернативните разходи, а не недоволството от неравенството.
Военни преимущества
Високите нива на разпръснатост на населението и, в по-малка степен, наличието на планински терен, увеличава шанса за конфликт. Тези два фактора благоприятстват бунтовниците, тъй като разпръснатото население е по-трудно за контролиране, a планините предлагат територия, където бунтовниците могат по-лесно да намерят убежище.
Доминиращ етнос
Повечето фактори, свързвани с теорията, че гражданските войни възникват, заради проблеми с идентичността, не показват статистическа значимост. Такива са икономическото неравенство, политическите права, етническото противопоставяне и религиозната разпокъсаност. Единственият фактор от тази група, увеличаващ риска от гражданска война, е наличието на етническа група, която преобладава числено в населението на съответната страна. В такива страни вероятността от възникване на конфликт е два пъти по-висока.
В същото време сама по себе си степента на етническа и религиозна разпокъсаност, т.е. вероятността двама случайно избрани жители да принадлежат към различни етнически или религиозни групи, дори намалява вероятността от гражданска война, при отсъствието на доминираща група. Вероятната причина за това е, че малцинствените групи са по-склонни към бунт, когато се чувстват изолирани и потискани от преобладаващо мнозинство.
Голямо население
Разнообразните фактори, допринасящи за нарастване на риска от гражданска война, се увеличават с размера на населението. Рискът от гражданска война се повишава приблизително пропорционално с увеличаване на населението в държавата.
Скорошен предходен конфликт
С увеличаване на времето, изминало от последната гражданска война, възобновяването на конфликта става по-слабо вероятно. Тази зависимост има две възможни обяснения. Според едното, с времето ползите, към които се е стремила бунтуващата се страна, се обезценяват и това увеличава алтернативните разходи за възобновяване на конфликта. Според другото, изминалото време води до постепенно намаляване на взаимната омраза. Изследването показва, че наличието на емигрантски общности значително намалява ефекта на изминалото време, тъй като предоставяното от тях финансиране компенсира обезценяването на свързаните с бунта ползи.